# مقاطعة موري (جورجيا)
مقاطعة موري (بالإنجليزية: Murray County)‏ هي إحدى المقاطعات في ولاية جورجيا في الولايات المتحدة الأمريكية.